# Хил (окръг, Монтана)
Вижте пояснителната страница за други значения на Хил.
Окръг Хил (на английски: Hill County) е окръг в щата Монтана, Съединени американски щати. Площта му е 7552 km², а населението - 16 463 души (2017). Административен център е град Хавър.